# Schiffswerft Korneuburg

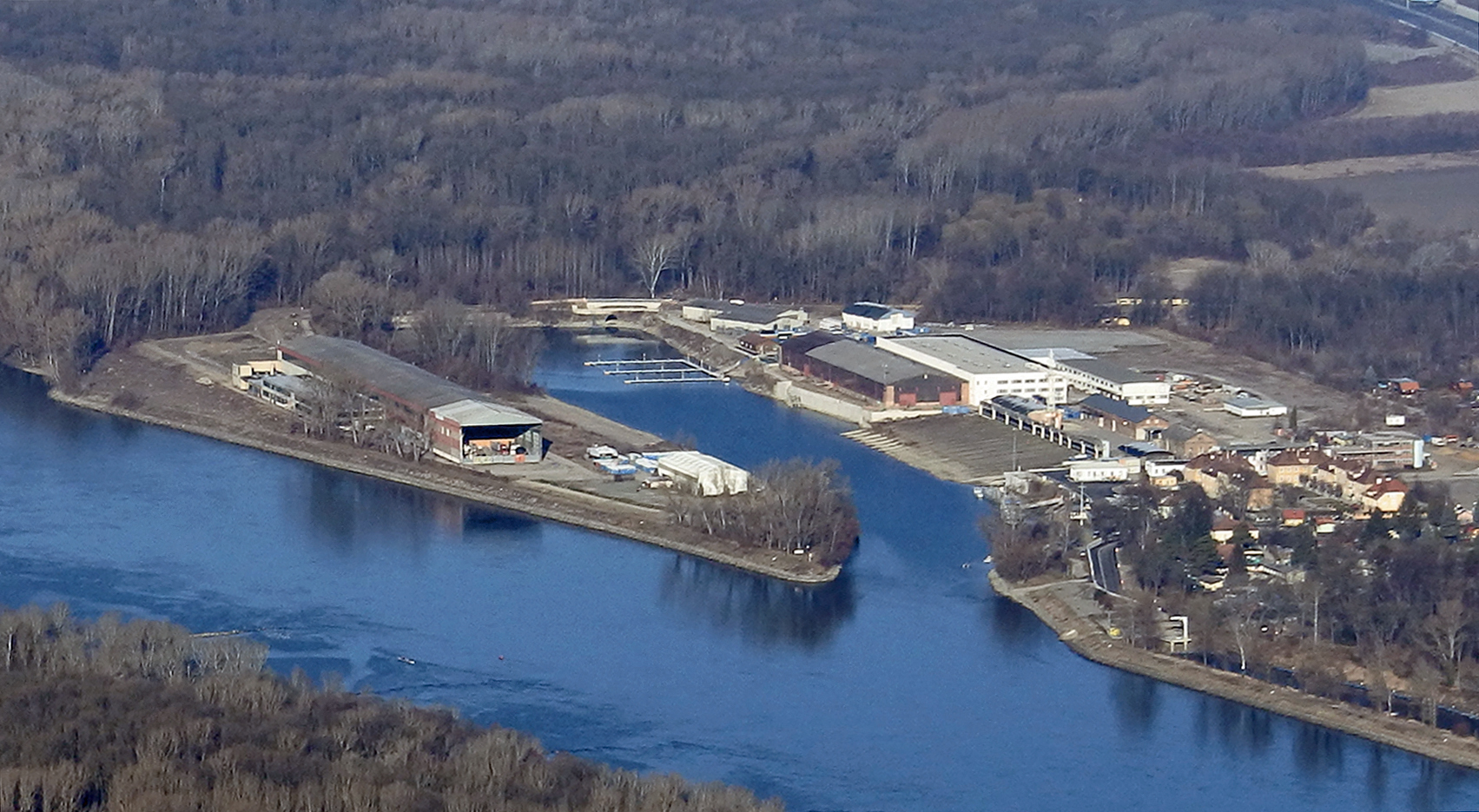
Luftbild

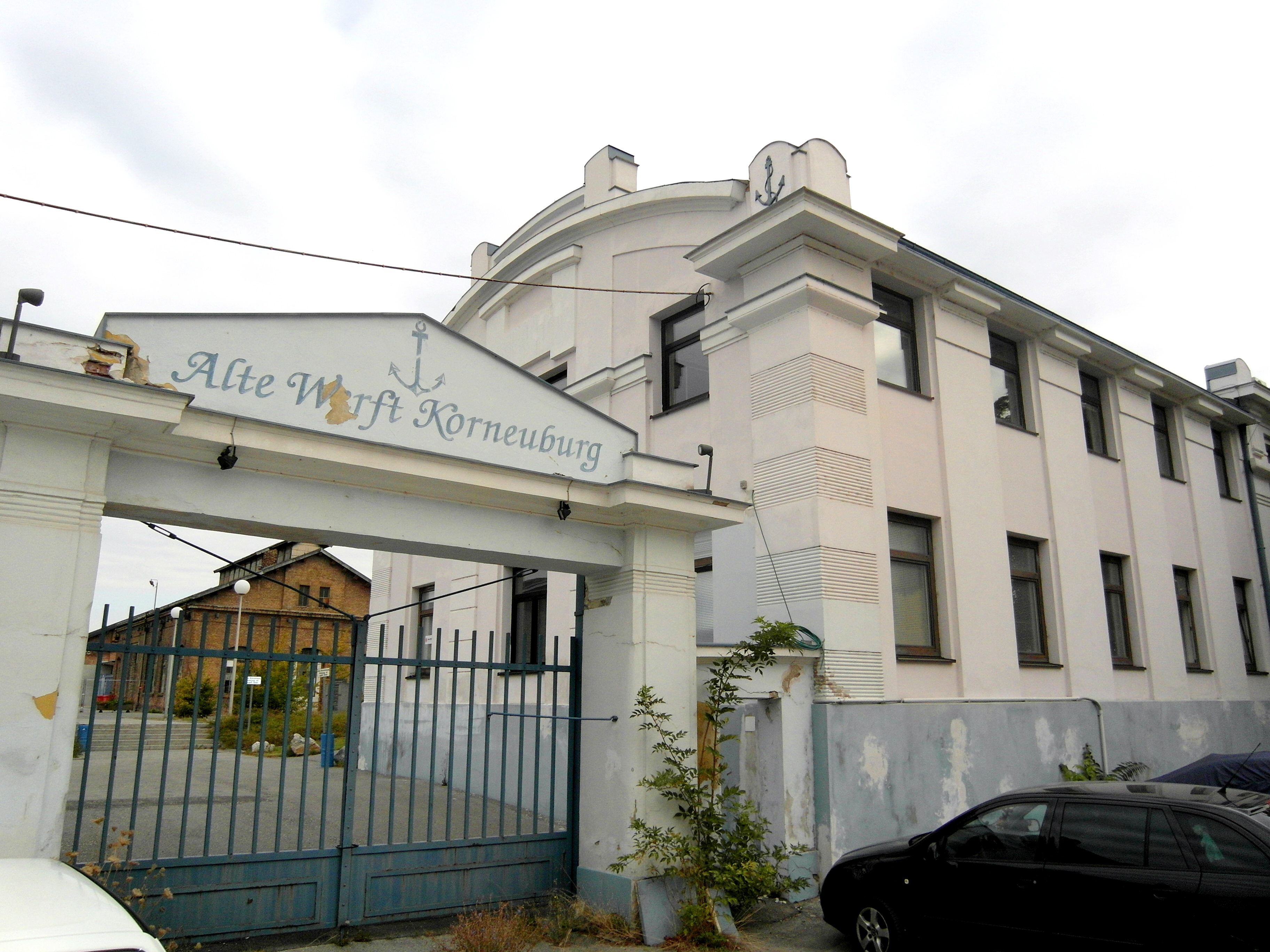
Eingang

Die Schiffswerft Korneuburg ist eine ehemalige Schiffswerft an der Donau in Korneuburg (Niederösterreich). Vier Hallen der Werftmitte stehen unter Denkmalschutz (Listeneintrag).
Die Hafen Korneuburg Immobilien GmbH & Co KG als Kooperation der Stadt Korneuburg und der Signa Holding wollte für 500 Millionen Euro ein Quartier mit Wohnungen und Geschäftsflächen auf dem Gelände entwickeln. Wie es nach der Signa Pleite weiter geht, war 2025 offen.

## Monarchie
Erste Adaptierungsarbeiten fanden in Korneuburg um 1849 statt. Im darauf folgenden Jahr erhielt die DDSG das Anerbieten des Korneuburger Gemeindevorstandes, die dortige Landungsbrücke gegen fernere Instandhaltung der Gesellschaft unentgeltlich zu überlassen.
1851/1852 überwinterten fünf Dampfschiffe und drei Schleppschiffe im späteren Werftbecken.
Im Jahr 1852 wurde als Reparaturplatz und als Abstellplatz für die Donauschiffe der DDSG am linken Donauarm bei Korneuburg auf einer Fläche von 12.000 m² die Werft errichtet. Anfangs wurden 60 Mitarbeiter beschäftigt. Bereits im Jahr 1864 wurde die erste Helling errichtet. Innerhalb der nächsten dreißig Jahre wurde das Werftareal auf 28.000 m² und eine Wasserfläche von 25.000 m² erweitert. Vor dem Ersten Weltkrieg wurde die Werft nochmals vergrößert.

## Zwischenkriegszeit

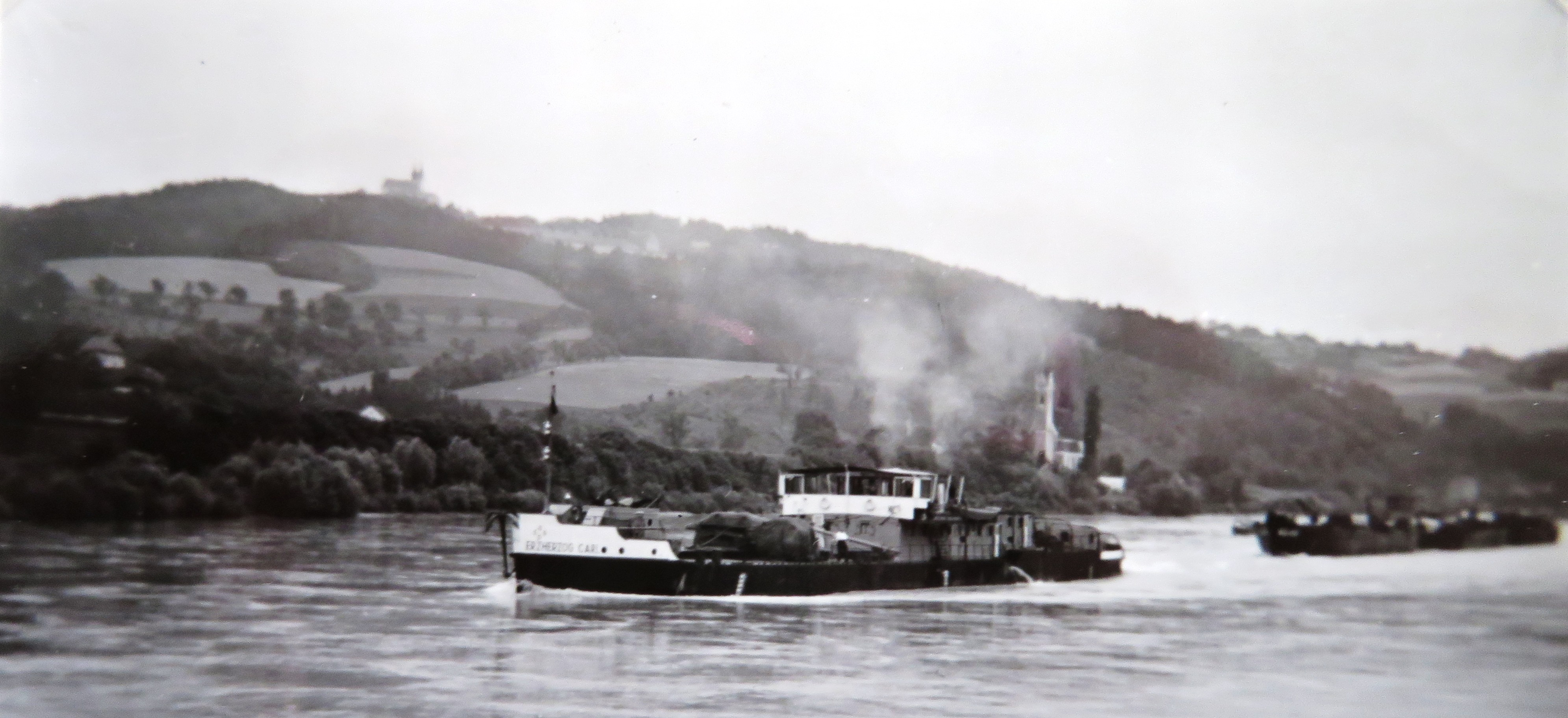
Gütermotorschiff Erzherzog Carl 1937 auf der Donau. Das Schiff sank 1944 bei Sewastopol.

Am 18. Jänner 1918 trat die Belegschaft der Schiffswerft Korneuburg in den Ausstand und schloss sich dem Jännerstreik an. An diesem Tag streiken alleine in Niederösterreich 122.000 Menschen.
Der reduzierte Flottenbestand der DDSG nach Kriegsende führte in der Schiffswerft Korneuburg für mehrere Jahre zu Vollbeschäftigung mit der serienmäßigen Herstellung von Güter- und Tankkähnen. Alleine von 1920 bis 1923 wurden 38 Tank- und Güterkähne und einige Verladeanlagen für die eigene Gesellschaft gebaut. Obwohl die Schiffswerft Óbuda als Hauptwerft der DDSG in Óbuda (Alt-Ofen, nordwestlicher Stadtteil von Budapest) nun im Ausland (Ungarn) lag, wurden die meisten Schiffsneubauaufträge zunächst weiterhin nach Budapest vergeben. Nach wenigen Jahren des Aufschwungs führte die Währungssanierung 1924/25 auch in Korneuburg zu einem starken Einbruch der Auftragslage und einer Beschäftigungskrise, sodass 1931 nur mehr 170 von vormals über 400 Beschäftigten verbleiben konnten.
In dieser wirtschaftlich schwierigen Zeit wurden auch externe Aufträge angenommen, so dass die Werft 1928 für die Österreichischen Bundesbahnen das erste Motorschiff für den Schifffahrtsbetrieb auf dem Bodensee baute, die MS Oesterreich.
Bedingt durch die finanzielle Sanierung der maroden DDSG wurde die Schiffswerft Korneuburg zur neuen Hauptwerft des Unternehmens, Òbuda wurde fortan nur mehr für Reparaturen genutzt.

## Deutsches Reich
1938 wurde die Werft durch die Eingliederung in die Reichswerke AG für Binnenschifffahrt „Hermann Göring“ Teil der Hermann-Göring-Werke und zum kriegswichtigen Betrieb erklärt. Das Werftgelände wurde auf circa 197.000 m² vergrößert. Der Werfthafen wurde verlängert, verbreitert und vertieft. Vier neue Hellinge mit je drei Stapelplätzen und je einem Hellingkran wurden angelegt und ein neues Werkstättengebäude errichtet.
1939 entstanden hier die beiden dieselelektrischen Radmotorschiffe MS Stadt Wien und MS Stadt Passau, im selben Jahr stellte die Werft mit der Austria (damals als Ostmark bezeichnet) das bis heute schnellste und größte Schiff der Bodenseeschifffahrt fertig.
1941 wurden neben dem Gelände der Schiffswerft ein Barackenlager für deutsche Arbeitskräfte, Fremdarbeiter und Kriegsgefangene errichtet. Von den 16 Baracken des Lagers waren drei mit französischen Kriegsgefangenen belegt.
Der Arbeiterstand betrug für die Dauer des Krieges circa 1.300 Personen. Hinzu kamen in den Jahren 1941 und 1942 zusätzlich ungefähr 400 holländische Schiffsbauarbeiter.
Von 1939 bis 1945 wurden neben den laufenden Reparaturarbeiten folgenden Neubauten für das Reichsverkehrsministerium bzw. für die Kriegsmarine fertiggestellt: 6 Motorschleppschiffe Typ N, 7 Motorschleppschiffe Typ R, 8 Schwarzmeer-Einheitsschiffe Typ SME, 3 Kriegstransportschiffe Typ KT, 8 Marinefährkähne Typ MFP, 34 Ladeklappen für MFP, 60 1000-t-Tankkähne, 12 1000-t-Güterkähne, 30 Turmbauten für U-Boote und 15 Achtersteven für U-Boote.

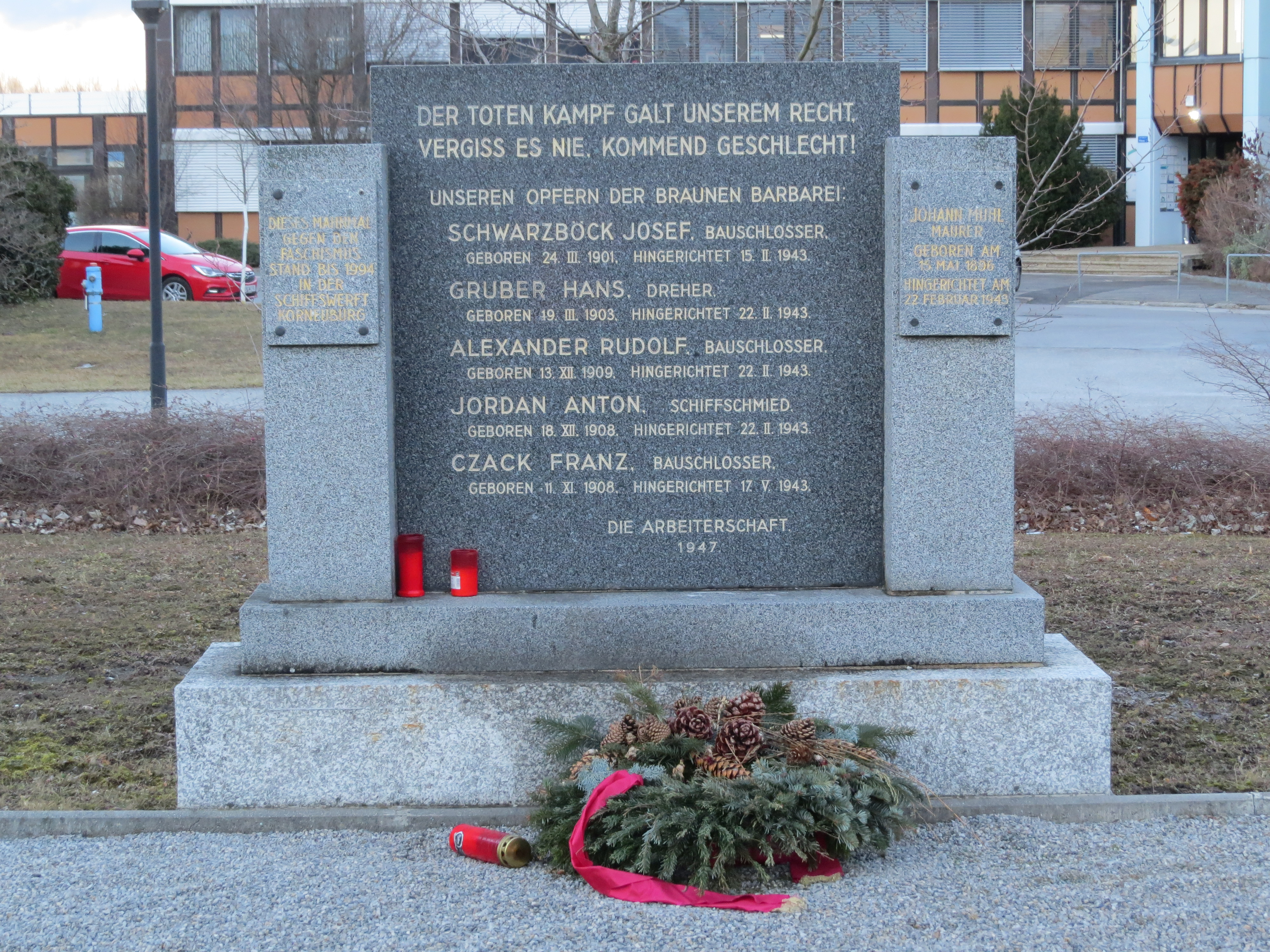
Gedenkstein über die Opfer

Bereits 1940 bildete sich in der Schiffswerft Korneuburg eine Widerstandsgruppe, die sich aus circa 35 Arbeitern und Angestellten zusammensetzte. Elf Widerstandskämpfer wurden zwischen Juli 1941 und September 1942 von der Gestapo verhaftet. Josef Schwarzböck und Franz Czack wurden der Vorbereitung zum Hochverrat für schuldig befunden und am 15. Februar bzw. 17. Mai 1943 in Wien hingerichtet. Johann Gruber, Rudolf Alexander, Anton Jordan und Johann Mühl wurden ebenfalls wegen Vorbereitung zum Hochverrat verurteilt und am 22. Jänner 1943 in Berlin-Charlottenburg hingerichtet. Die Hinrichtungen wurden in Korneuburg plakatiert und in Tageszeitungen öffentlich kundgemacht. Franz Fukatsch, ebenfalls zum Tode verurteilt, wurde später zu lebenslangem Zuchthaus mit Frontbewährung begnadigt. Ferdinand Sagerl, Johann Wutzl, August Ruffer, Johann Jahnas und Josef Vilimek wurden zu Zuchthausstrafen zwischen drei und acht Jahren verurteilt. Sie alle überlebten und kehrten nach Kriegsende nach Korneuburg zurück.

## Besatzungszeit
Als Deutsches Eigentum wurde die Werft von der Roten Armee beschlagnahmt und ein Teil der USIA-Betriebe. Reparaturen und Neubauten wurden in der Besatzungszeit bis auf wenige Ausnahmen, wie die Rollfähre Korneuburg und das am 5. Jänner 1955 für die Donaukraftwerke AG in Bau gegebene Motorboot Anni, nur für die Sowjetunion erledigt.

## Nach dem Staatsvertrag
Nach dem Staatsvertrag wurde die Werft an die DDSG zurückgegeben, von der sie als Korneuburger Schiffswerften AG 1959 als Staatsbetrieb wieder ausgegliedert wurde. Seit dieser Zeit wurden nicht mehr nur Donauschiffe, sondern auch Hochseeschiffe, beispielsweise für den Einsatz in der Nordsee oder Fischereischiffe für Griechenland, gebaut. Ebenso wurden die bestehenden Verbindungen zur Sowjetunion genutzt, so dass auch moderne Passagierschiffe für die Wolga gebaut wurden. Selbstverständlich wurden auch für die DDSG-Passagierschiffe wie die Theodor Körner, die Wachau oder die Austria, gebaut.

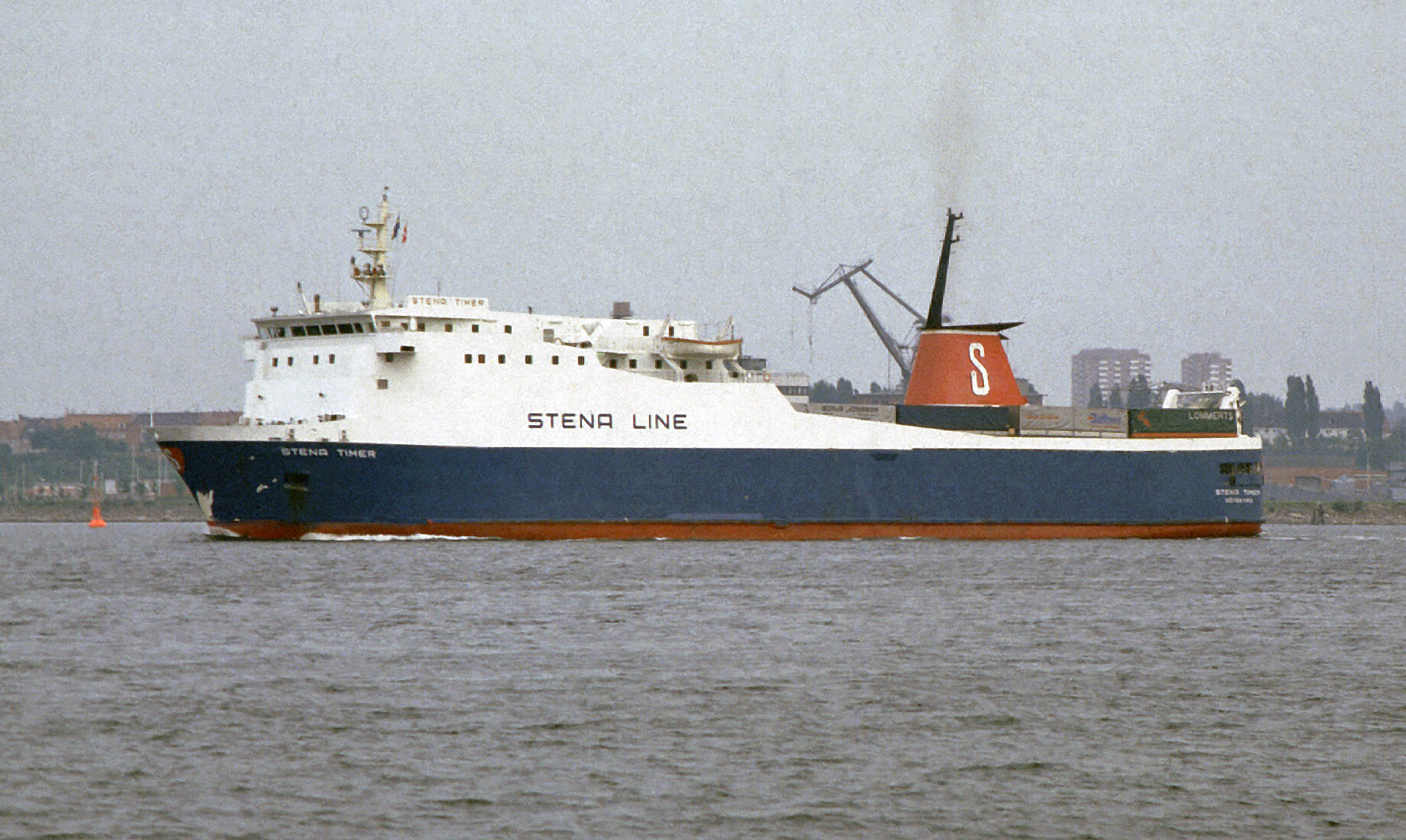
Die 1977 gebaute Stena Timer auf der Kieler Förde

1957 baute die Werft für das Österreichische Bundesheer das 12 Meter lange Donaupatrouillenboot Oberst Brecht, 1963–64 die spätere Vorarlberg, 1970 folgte die 30 Meter lange Niederösterreich (siehe auch: Österreichische Marine). Im Jahr 1971 erhielt die Werft die Staatliche Auszeichnung und durfte aus diesem Grund das Bundeswappen im Geschäftsverkehr verwenden.
Im Jahr 1974 wurde die Schiffswerft mit der Linzer Werft zur Österreichische Schiffswerften AG Linz Korneuburg (ÖSWAG) zusammengeschlossen und in die VOEST ALPINE AG eingegliedert.
Für die folgenden Bauaufträge von hochseegängigen Großschiffen, beispielsweise die rund 115 Meter langen RoRo-Schiffe Stena Tender, Stena Timer und Stena Topper für Stena Line, wurden die Konstruktionsplanung und der Bau der Kaskos in Korneuburg durchgeführt, während das Aufsetzen der Decksaufbauten sowie die Endfertigung in Rumänien oder in Fall der Stena Tender bei Nobiskrug in Rendsburg erfolgten. Auf diese Weise wurden unter anderem auch Schiffe in die Sowjetunion sowie auch in den Nahen Osten geliefert. Zu dieser Zeit waren bis zu 650 Mitarbeiter in der Werft beschäftigt.

## Schließung des Werftbetriebs
Fehlende staatliche Subventionen, Managementfehler und eine zu große Abhängigkeit von Aufträgen aus der Sowjetunion führten zum Niedergang der Schiffswerft und 1991 zur Privatisierung. Mit 1. Jänner 1991 gehörten zwei Drittel des Unternehmens der Mericon Holding von Herbert Liaunig und ein Drittel der Wiener Holding, an der die Stadt Wien zu 51 Prozent beteiligt war. Den neuen Eigentümern gelang es bis 1993 nicht neue Aufträge zu fixieren. Im November 1993 wurden die letzten Schiffe fertiggestellt und die Schiffswerft Korneuburg geschlossen.

## Nachnutzung

Panoramaansicht des ehemaligen Werksgeländes von 2011

1999 wurde die Werft an die WRG (Werft-Revitalisierungs-GmbH) verkauft.
Im Vorfeld der Altlastensanierung (2003–2005) erwarb die Gemeinde knapp 50 % der Grundstücke.
2005 fand zum ersten Mal das Korneuburger Hafenfest in der Schiffswerft statt. Seitdem zieht das Fest jährlich, meist im September veranstaltet, zahlreiche Besucher an.
2010 wurde eine Projektgruppe Nachnutzung Werft gegründet, bei der sich Bürger intensiv mit dem Gelände befassen.
Im Oktober 2015 erhob die SPÖ Forderungen, das Werftgelände durch die Gründung einer Fachhochschule wieder zu beleben. 2022 verdichteten sich diese Pläne.
2013 übersiedelten die Niederösterreich und die Oberst Brecht als Außenstelle des Heeresgeschichtlichen Museums in die Schiffswerft Korneuburg und können seitdem dort besichtigt werden. Beim jährlichen Hafenfest haben die Besucher auch die Möglichkeit, auf der Niederösterreich an einer kurzen Ausfahrt auf die Donau teilzunehmen.
2016 wurden die Grundstücke der WRG an die Danube Privatstiftung verkauft, 2017 an die BOP Hafenentwicklungs GmbH.
2016 bis 2018 wurde im Rahmen des Bürger:innenbeteiligungs-Prozesses unter dem Titel "Alte Werft. Neue Ideen." ein Planungs- und Beteiligungsprozess gestartet und der Rahmenplan für die Werftentwicklung im Rahmen des Abschlussforums präsentiert.
Im Jahr 2019 erwarb ein Tochterunternehmen der Signa Holding einen 45-Prozent-Anteil des Werftareals und stellte Pläne für ein Quartier mit Wohnungen und Geschäftsflächen vor. Am 29. Juni 2022 hat der Gemeinderat von Korneuburg der Kooperationsvereinbarung zwischen Signa und der Gemeinde zur Entwicklung der Werft mehrheitlich (ÖVP und SPÖ) zugestimmt und ein Umweltverträglichkeitsprüfungsverfahren beantragt. Mittlerweile wird das Werfprojekt als eine der größten Ortsentwicklungen im Bundesland Niederösterreich gehandelt.
2023 wurde der Verein „Brennpunkt Werft Korneuburg“ gegründet, der sich seither für „ein sozial- und umweltverträgliches Projekt mit einer unverbauten Werftinsel“ und gegen das „Signa-Werftprojekt“ einsetzt. Die Argumente des Vereins: Das Werftprojekt bringe keinen Nutzen für die Korneuburger, aber schaffe zahlreiche neue Probleme (Verkehr, Infrastruktur für mehr als 10%iges Bevölkerungswachstum durch dieses Projekt, steigende Hochwassergefahr im Projektgebiet…).
Das als Gemeinschaftsprojekt von Signa und Stadt Korneuburg geplante Bauvorhaben geriet 2024 aufgrund der Insolvenz von Signa Development ins Stocken. Auf einem Areal von 15 Hektar sollten an der Donau Wohnungen für 1400 bis 1700 Menschen entstehen. Das Gesamtinvestitionsvolumen war mit 500 Millionen Euro beziffert.

## Film
- Jonathan Vaughan: Donau-Dampfschiffahrts-Gesellschaft – Habsburgs Wiener Flotte. ORF, 2020, 45 Min.  (mit Kapitän H. Giracek; auch DFS Schönbrunn; viele zeitgenöss. Aufnahmen der Werft)